# Calceolaria chaetostemon
Calceolaria chaetostemon är en toffelblomsväxtart som beskrevs av Francis Whittier Pennell. Calceolaria chaetostemon ingår i släktet toffelblommor, och familjen toffelblomsväxter. Inga underarter finns listade i Catalogue of Life.